# Thalpomys
A Thalpomys az emlősök (Mammalia) osztályának rágcsálók (Rodentia) rendjébe, ezen belül a hörcsögfélék (Cricetidae) családjába tartozó nem.

## Rendszerezés
A nembe az alábbi 2 faj tartozik:
- Thalpomys cerradensis Hershkovitz, 1990
- Thalpomys lasiotis Thomas, 1916 - típusfaj